# Chevalier
Chevalier fou un músic francès de principis del segle XVI.
Va ser violinista de la capella d'Enric IV i Lluís XIII, i va compondre la música de nombrosos balls, entre ells els titulats Ballet des enfants fourrés de malice, Ballet de Tiretaine, Ballet de la mariée, Ballet des vieilles sorciéres (1598),  Ballet des sibilots (1601), Le gran ballet de Nemours (1604), Ballet des maistres des comtes et des margueilliers (1604), Ballet de monsieur le dauphin dame la duchese de Rohan (1617), i Ballet des chambrières à louer (1617).